# Persone di nome Jacob/Calciatori
| Questa pagina contiene informazioni ricavate automaticamente dalle voci biografiche con l'ausilio del template Bio e di un bot. L'aggiornamento è periodico e automatico e ricostruisce completamente la pagina. Se manca una persona in questa lista, sei pregato di non aggiungerla, ma accertati piuttosto che la sua voce biografica contenga il template Bio e che i dati anagrafici siano correttamente compilati. Se il template Bio manca, inseriscilo tu stesso o, in alternativa, metti l'avviso {{tmp\|Bio}} che ne segnala la mancanza. Se i dati riportati sono sbagliati, correggi direttamente la voce biografica; le modifiche saranno visibili in questa lista entro pochi giorni. Per chiarimenti vedi il progetto antroponimi. La lista contiene solo le 60 persone che sono citate nell'enciclopedia e per le quali è stato implementato correttamente il template Bio. Pagina aggiornata al 22 lug 2025. |

Questa è una lista di persone presenti nell'enciclopedia che hanno il nome Jacob e sono calciatori.

## A(1)
- Jacob Andersen, calciatore danese (Galten, n. 2004)

## B(12)
- Jacob Ba, ex calciatore senegalese (Saint-Louis, n. 1984)
- Jacob Banda, calciatore zambiano (n. 1988)
- Jacob Trenskow, calciatore danese (Aarhus, n. 2000)
- Jacob Berkeley-Agyepong, calciatore grenadino (Croydon, n. 1997)
- Jacob Berner, calciatore norvegese (Brooklyn, n. 1900 - Oslo, † 1941)
- Jacob Borden, calciatore americo-verginiano (n. 1989)
- Jacob Brown, calciatore scozzese (Halifax, n. 1998)
- Jacob Bruun Larsen, calciatore danese (Kongens Lyngby, n. 1998)
- Jaap Bulder, calciatore olandese (Groninga, n. 1896 - Leiderdorp, † 1979)
- Jacob Burns, ex calciatore australiano (Sydney, n. 1978)
- Jacob Butterfield, calciatore inglese (Bradford, n. 1990)
- Jacob Buus, calciatore danese (Odense, n. 1997)

## C(1)
- Jacob Conde, ex calciatore statunitense (Hartford, n. 1992)

## D(2)
- Jacob Davenport, calciatore inglese (Manchester, n. 1998)
- Jake Davis, calciatore statunitense (Rochester, n. 2002)

## E(3)
- Jacob Egeris, calciatore danese (n. 1990)
- Jacob Ericsson, calciatore svedese (n. 1993)
- Jacob Ewane, ex calciatore camerunese (Douala, n. 1967)

## F(1)
- Jacob Farrell, calciatore australiano (Gosford, n. 2002)

## G(1)
- Jacob Greaves, calciatore inglese (Cottingham, n. 2000)

## H(2)
- Jacob Hazel, calciatore nevisiano (Bradford, n. 1994)
- Jacob Hjelte, calciatore svedese (n. 1996)

## I(1)
- Jacob Italiano, calciatore australiano (Perth, n. 2001)

## K(1)
- Jacob Karlstrøm, calciatore norvegese (Tromsø, n. 1997)

## L(4)
- Jacob Barrett Laursen, calciatore danese (Arden, n. 1994)
- Jacob Lekgetho, calciatore sudafricano (Soweto, n. 1974 - Johannesburg, † 2008)
- Jacob Lensky, ex calciatore canadese (Vancouver, n. 1988)
- Jacob Levin, calciatore svedese (Landskrona, n. 1890 - Liverpool, † 1945)

## M(9)
- Harry Maguire, calciatore inglese (Sheffield, n. 1993)
- Jacob Mellis, ex calciatore inglese (Nottingham, n. 1991)
- Jacob Mendy, calciatore gambiano (Faji Kunda, n. 1996)
- Jaap Mol, calciatore olandese (Koog aan de Zaan, n. 1912 - Amsterdam, † 1972)
- Jacob Montes, calciatore nicaraguense (Lake Worth, n. 1998)
- Jacob Mulenga, ex calciatore zambiano (Kitwe, n. 1984)
- Jacob Murillo, calciatore colombiano (Chambo, n. 1993)
- Jacob Murphy, calciatore inglese (Wembley, n. 1995)
- Jacob Murrell, calciatore statunitense (Forest Hill, n. 2004)

## N(2)
- Jacob Nettey, ex calciatore ghanese (n. 1976)
- Jacob Ngwira, calciatore malawiano (n. 1985)

## O(2)
- Jacob Ondrejka, calciatore svedese (Landskrona, n. 2002)
- Jacob Ouro Ortmark, calciatore svedese (n. 1997)

## P(3)
- Jaap Paauwe, calciatore olandese (Rotterdam, n. 1909 - Rotterdam, † 1982)
- Jacob Pepper, calciatore australiano (New Lambton Heights, n. 1992)
- Jacob Peterson, ex calciatore statunitense (Portage, n. 1986)

## R(2)
- Jacob Ramsey, calciatore inglese (Birmingham, n. 2001)
- Jacob Rinne, calciatore svedese (Skövde, n. 1993)

## S(6)
- Jacob Sabua, calciatore papuano (n. 1994)
- Jacob Shaffelburg, calciatore canadese (Kentville, n. 1999)
- Jacob Spoonley, ex calciatore neozelandese (Palmerston North, n. 1987)
- Jacob Steen Christensen, calciatore danese (Copenaghen, n. 2001)
- Jacob Storevik, calciatore norvegese (Naustdal, n. 1996)
- Jacob Svinggaard, ex calciatore e ex giocatore di calcio a 5 danese (Næstved, n. 1967)

## T(3)
- Jacob Laursen, ex calciatore danese (Vejle, n. 1971)
- Jacob Schoop, calciatore danese (Odense, n. 1988)
- Sjaak Troost, ex calciatore e dirigente sportivo olandese (Pernis, n. 1959)

## U(1)
- Jacob Une, calciatore svedese (Stoccolma, n. 1994)

## V(2)
- Jacob Rasmussen, calciatore danese (Odense, n. 1997)
- Jacob Sørensen, ex calciatore danese (Aalborg, n. 1983)

## W(1)
- Jacob Widell Zetterström, calciatore svedese (Stoccolma, n. 1998)